# 高橋和之 (憲法学者)
高橋 和之（たかはし かずゆき、1943年 - ）は、日本の法学者。専門は憲法・比較憲法・国法学・情報法。東京大学名誉教授、大江橋法律事務所東京事務所に所属。元法政大学教授。芦部信喜門下。弟子に南野森、宍戸常寿、安西文雄、村山健太郎、木村草太など。

## 人物
岐阜県出身。岐阜県立岐阜高等学校、東京大学法学部卒業。在学中に司法試験合格、卒業後は学士助手として大学に残る。その後法政大学教授、東京大学教授を定年した後、明治大学法科大学院教授となる。
芦部信喜の弟子であり、芦部の名著『憲法』（岩波書店）の補訂を、芦部の死後行っている。主な業績に、フランス憲法思想史の研究、人権総論、議院内閣制、統治機構の研究などがある。東大退職後は、東大助手時代の同期である石川正らが開設した西日本最大の法律事務所である大江橋法律事務所においても活動を行っている。

## 略歴
- 1961年8月-1962年8月 米国ミネソタ州レンヴィル高校
- 1963年3月-岐阜県立岐阜高等学校卒業
- 1965年 司法試験合格
- 1967年3月-東京大学法学部卒業
- 1967年4月-1970年3月 東京大学法学部助手
- 1972年4月-1981年3月 法政大学法学部助教授
- 1977年10月-1979年10月 パリ第2大学（フランス政府給費留学生）
- 1981年4月-1984年3月 法政大学法学部教授
- 1984年4月-1991年3月 東京大学法学部教授
- 1991年4月-2006年3月 東京大学大学院法学政治学研究科教授
- 1991年9月-1992年8月 ミシガン大学ロースクール客員教授
- 2006年4月-2014年3月 明治大学法科大学院教授
- 2006年6月- 弁護士登録（第二東京弁護士会）
- 時期不詳 - 弁護士登録廃止[注釈 1]

## 主張
- 選択的夫婦別姓制度導入についての2015年の最高裁判所判決について、「人権と制度との関係について、最高裁は、制度の範囲内に人権がある考え方をしているように思えるが、逆だ。人権が許す範囲内での制度でなければならない」と批判している[2]。

## 著書

### 単著
- 『現代憲法理論の源流』（有斐閣、1986/6） ISBN 978-4-641-03050-3
- 『国民内閣制の理念と運用』（有斐閣、1994/1） ISBN 978-4-641-03181-4
- 『憲法判断の方法』（有斐閣、1995/3） ISBN 978-4-641-03199-9
- 『立憲主義と日本国憲法〔放送大学教材〕』（放送大学教育振興会、2001/11）ISBN 978-4-595-12658-1
- 『立憲主義と日本国憲法〔初版〕』（有斐閣、2005/10）ISBN 978-4-641-12982-5
- 『現代立憲主義の制度構想』（有斐閣、2006/2） ISBN 978-4-641-12984-9
- 『立憲主義と日本国憲法〔第2版〕』（有斐閣、2010/5） ISBN 978-4-641-13076-0
- 『立憲主義と日本国憲法〔第3版〕』（有斐閣、2013/9） ISBN 978-4-641-13144-6
- 『体系 憲法訴訟』（岩波書店、2017/4） ISBN 978-4-00-061179-4

### 共著
- 『考える憲法』（高橋和之・戸波江二・佐藤幸治・阪本昌成・竹中勲(共著)、弘文堂、1988/3）ISBN 978-4335350825
- 『憲法I〔初版〕』（高橋和之・野中俊彦・中村睦男・高見勝利(共著)、有斐閣、1992/6） ISBN 4-641-03158-4
- 『憲法II〔初版〕』（高橋和之・野中俊彦・中村睦男・高見勝利(共著)、有斐閣、1992/7） ISBN 4-641-03159-2
- 『憲法I〔新版〕』（高橋和之・野中俊彦・中村睦男・高見勝利(共著)、有斐閣、1997/4）ISBN 978-4641128316
- 『憲法II〔新版〕』（高橋和之・野中俊彦・中村睦男・高見勝利(共著)、有斐閣、1997/4）ISBN 9784641128323
- 『インターネットと法〔初版〕』（高橋和之・松井茂記(共著)、有斐閣、1999/4）ISBN 978-4641128538
- 『憲法I〔第3版〕』（高橋和之・野中俊彦・中村睦男・高見勝利(共著)、有斐閣、2001/4） ISBN 4-641-12893-6
- 『憲法II〔第3版〕』（高橋和之・野中俊彦・中村睦男・高見勝利(共著)、有斐閣、2001/4） ISBN 4-641-12894-4
- 『インターネットと法〔第2版〕』（高橋和之・松井茂記(共著)、有斐閣、2001/4）ISBN 978-4641128910
- 『インターネットと法〔第3版〕』（高橋和之・松井茂記(共著)、有斐閣、2004/5）ISBN 978-4641129467
- 『憲法I〔第4版〕』（高橋和之・野中俊彦・中村睦男・高見勝利(共著)、有斐閣、2006/3） ISBN 4-641-12998-3
- 『憲法II〔第4版〕』（高橋和之・野中俊彦・中村睦男・高見勝利(共著)、有斐閣、2006/4） ISBN 4-641-13000-0
- 『インターネットと法〔第4版〕』（高橋和之・松井茂記・鈴木秀美(共著)、有斐閣、2010/1）ISBN 978-4641130630
- 『憲法I〔第5版〕』（高橋和之・野中俊彦・中村睦男・高見勝利(共著)、有斐閣、2012/3） ISBN 978-4-641-13118-7
- 『憲法II〔第5版〕』（高橋和之・野中俊彦・中村睦男・高見勝利(共著)、有斐閣、2012/3） ISBN 978-4-641-13119-4

### 共編著
- 『憲法判例百選I〔第2版〕』（高橋和之・芦部信喜(編集)有斐閣、別冊ジュリスト、1988/1） ISBN 4-641-01495-7
- 『憲法判例百選II〔第2版〕』（高橋和之・芦部信喜(編集)、有斐閣、別冊ジュリスト、1988/2） ISBN 4-641-01496-5
- 『現代立憲主義の展開　芦部信喜先生古稀祝賀〈上〉』（高橋和之・樋口陽一(編集)、有斐閣、1993/9）ISBN 978-4641031753
- 『現代立憲主義の展開　芦部信喜先生古稀祝賀〈下〉』（高橋和之・樋口陽一(編集)、有斐閣、1993/9）ISBN 978-4641031760
- 『Japanese Constitutional Law』（高橋和之・Percy R. Luney. Jr.(編集)、東京大学出版会、1993/11） ISBN 4-13-037018-9
- 『憲法判例百選I〔第3版〕』（高橋和之・芦部信喜(編集)、有斐閣、別冊ジュリスト、1994/9）ISBN 9784641114302
- 『憲法判例百選II〔第3版〕』（高橋和之・芦部信喜(編集)、有斐閣、別冊ジュリスト、1994/10）ISBN 9784641114319
- 『日本国憲法制定資料全集〈1〉憲法問題調査委員会関係資料等』（高橋和之・芦部信喜・高見勝利・日比野勤(編集)、信山社、1997/4）ISBN 978-4797220216
- 『日本国憲法制定資料全集〈2〉憲法問題調査委員会参考資料』（高橋和之・芦部信喜・高見勝利・日比野勤(編集)、信山社、1998/10）ISBN 978-4797220223
- 『憲法の争点〔第3版〕』（高橋和之・大石眞(編集)、有斐閣、ジュリスト増刊、1999/6） ISBN 4-641-11312-2
- 『憲法判例百選I〔第4版〕』（高橋和之・芦部信喜・長谷部恭男(編集)、有斐閣、別冊ジュリスト、2000/9） ISBN 4-641-11454-4
- 『憲法判例百選II〔第4版〕』（高橋和之・芦部信喜・長谷部恭男(編集)、有斐閣、別冊ジュリスト、2000/10） ISBN 4-641-11455-2
- 『注釈憲法〈1〉総説・上諭・題名・前文第1条~第9条』（芦部信喜(監修)、高橋和之・野中俊彦・江橋崇・ 高見勝利・戸松秀典・浦部法穂(編集)、有斐閣、2000/12）、ISBN 978-4535008205
- 『日本国憲法制定資料全集〈6〉法制局参考資料・民間の修正意見』（高橋和之・芦部信喜・高見勝利・日比野勤(編集)、信山社、2001/11）ISBN 978-4797220278
- 『欧州統合とフランス憲法の変容』（高橋和之・中村睦男・辻村みよ子(編集)、有斐閣、2003/3） ISBN 4-641-12920-7
- 『憲法論集　樋口陽一先生古稀記念』（高橋和之・藤田宙靖(編集)、創文社、2004/9） ISBN 4-423-73104-5
- 『新版 世界憲法集 (岩波文庫)』（高橋和之(編集)、岩波書店、2007/1）ISBN 978-4003400210
- 『憲法判例百選II〔第5版〕』（高橋和之・長谷部恭男・石川健治(編集)、有斐閣、別冊ジュリスト、2007/2）ISBN 978-4641114869
- 『憲法判例百選II〔第5版〕』（高橋和之・長谷部恭男・石川健治(編集)、有斐閣、別冊ジュリスト、2007/2）ISBN 978-4641114876
- 『日本国憲法制定資料全集(4)-1　憲法草案・要綱等に関する世論調査』（高橋和之・芦部信喜・高見勝利・日比野勤(編集)、信山社、2008/8）ISBN 978-4797220247
- 『日本国憲法制定資料全集(4)-2　憲法草案・要綱等に関する世論調査』（高橋和之・芦部信喜・高見勝利・日比野勤(編集)、信山社、2008/8）ISBN 978-4797220254
- 『法学』（高橋和之・松尾浩也(編集)、有信堂高文社、2009/5）、ISBN 978-4842005393
- 『日本国憲法制定資料全集(5)　草案の口語体化、枢密院審査、GHQとの交渉』（高橋和之・芦部信喜・高見勝利・日比野勤(編集)、信山社、2009/12）ISBN 978-4797220261
- 『ケースブック憲法』（高橋和之(編集)、安西文雄・佐々木弘通・毛利透・淺野博宣・巻美矢紀・宍戸常寿(共著)、有斐閣、2011/4）ISBN 978-4641130890
- 『新・判例ハンドブック憲法』（高橋和之(編集)、日本評論社、2012/8）ISBN 978-4535008205
- 『日中における西欧立憲主義の継受と変容』、岩波書店、2014/10
- 『新・判例ガイドブック〔第2版〕』（日本評論社、2018/1） ISBN 978-4-535-00830-4
- 『新・判例ガイドブック〔第3版〕』（日本評論社、2024/3） ISBN 978-4-535-52793-5

また、『コンパクト六法』（各年版、岩波書店）の編集を行っている。

### 補訂
- 『憲法〔第3版〕』（芦部信喜(著)、高橋和之(補訂)、岩波書店、2002/9）ISBN 978-4000227278
- 『憲法〔第4版〕』（芦部信喜(著)、高橋和之(補訂)、岩波書店、2007/3）ISBN 978-4000227643
- 『憲法〔第5版〕』（芦部信喜(著)、高橋和之(補訂)、岩波書店、2011/3）ISBN 978-4000227810
- 『憲法〔第6版〕』（芦部信喜(著)、高橋和之(補訂)、岩波書店、2015/3）ISBN 978-4000227995
- 『憲法〔第7版〕』（芦部信喜(著)、高橋和之(補訂)、岩波書店、2019/3）ISBN 978-4000613224
- 『憲法〔第8版〕』（芦部信喜(著)、高橋和之(補訂)、岩波書店、2023/9）ISBN 978-4000616072